# Station Guadalajara
Station Guadalajara is een spoorwegstation in de gelijknamige plaats in de Spaanse regio Castilië-La Mancha dat op 3 mei 1859 werd geopend. 